# Tataviam
El tataviam era una llengua parlada pels tataviams, un poble d'amerindis dels Estats Units que vivia a l'alta conca del riu Santa Clara, a les Muntanyes Santa Susana, i a les Muntanyes Sierra Pelona al sud de Califòrnia. Es va extingir el 1916 i només se'n coneixen alguns registres, com una llista de paraules recollides pel lingüista John Peabody Harrington en 1917.

## Família lingüística
La majoria dels estudiosos han reconegut que el tataviam pertany a la divisió septentrional de la família lingüística uto-asteca. En canvi no hi ha acord en si ha de ser considerada com un membre de la branca takic o una branca aïllada de les llengües uto-asteca.
- Branca takic: amb les llengües tongva (gabrieliño i fernandeño), serrano, payomkowishum (luiseño), cahuilla, i altres; (Goddard 1996:7; King and Blackburn 1978:535; Mithun 1999:539) o potser
- Branca separada o aïllada: com el tubatulabal i el hopi (Hinton 1994:85).

Un suggeriment alternatiu d'alguns estudiosos és que Tataviam era una llengua chumash, del ventureño i altres, dels chumash altres grups Chumash-Ventureño i que havia estat influenciat pels pobles veïns de parla uto-asteca (Beeler i Klar 1977).